# منطقة جابا (نيبال)
منطقة جابا (بالنيبالية: झापा जिल्ला)‏ هي منطقة تابعة لـمقاطعة كوشي التي تقع في شرق نيبال. يرجع أصل التسمية إلى كلمة (جابا) من اللغة السورجابورية، والتي تعني "يغطي" (فعل). وفقًا لتعداد نيبال الرسمي الصادر عام 2021، يبلغ إجمالي عدد سكان المنطقة بـ 994.090 نسمة. وتبلغ المساحة الإجمالية للمنطقة 1,606 كيلومتر مربع.

## الموقع
جابا هي أقصى منطقة شرقية في نيبال وتقع في سهول تيراي الخصبة. إنها جزء من تيراي الخارجية. تحد جابا من الشمال إيلام، ومورانغ من الغرب، وولاية بهار الهندية من الجنوب، وولاية غرب بنغال الهندية من الشرق والجنوب الشرقي. جغرافيًا، تغطي مساحة قدرها 1،606 كيلومتر مربع (620 ميل مربع)، وتقع على خط الطول 87°39' شرقًا إلى 88°12' شرقاً وخط العرض 26°20' شمالاً إلى 26°50' شمالاً.

## التقسيم الإدراي
تتكون جابا من 15 تقسيمًا إداريًا يشمل 8 محليات و7 بلديات ريفية. يحتوي كل تقسيم على أحياء تُخصص وفقًا للعوامل الديموغرافية والجغرافية:

### المحليات
- بلدية ميتشيناجار
- بلدية بهادرابور
- بلدية بيرتامود
- بلدية أرجوندهارا
- بلدية كانكاي
- بلدية شيفاساتاكشي
- بلدية جوراداها
- بلدية دمك

### البلديات الريفية
- بلدية بوذاشانتي الريفية
- بلدية هالديباري الريفية
- بلدية كاتشانكاوال الريفية
- بلدية برهاداشي الريفية
- بلدية جابا الريفية
- بلدية جوريجانج الريفية
- بلدية ريف كمال